# رود غريزارد
رود غريزارد (بالإنجليزية: Rod Grizzard)‏ مواليد 13 يونيو 1980 في برمنغهام، هو لاعب كرة سلة أمريكي. بدأ مسيرته الاحترافية في سنة 2002. تم اختياره من قبل فريق واشنطن ويزاردز خلال الدرافت. يبلغ طوله 6 قدم 8 بوصة (2.0 م). لعب كرة السلة الجامعية في جامعة ألاباما. اعتزل اللعب في 2011.

## روابط خارجية
- رود غريزارد على موقع سبورتس رفرنس (الإنجليزية)
- رود غريزارد على موقع كرة السلة الأوروبية.كوم (الإنجليزية)
- رود غريزارد على موقع كلية كرة السلة في سبورتس رفرنس.كوم (الإنجليزية)
- رود غريزارد على موقع ريلجم (الإنجليزية)
- رود غريزارد على موقع بروبوليرز (الإنجليزية)
- رود غريزارد على موقع سبورتس رفرنس (الإنجليزية)
- رود غريزارد على موقع سبورتس رفرنس (الإنجليزية)